# 폴 영감의 초상
폴 영감의 초상(프랑스어: Le Père Paul)은 프랑스 인상파 화가 클로드 모네의 1882년 유화 작품이다.
모네가 프랑스 북부 노르망디의 푸르빌 연안을 방문했을 때 머문 호텔의 집주인이자 레스토랑 셰프 '폴 앙투안 그라프' (Paul Antoine Graff)를 그린 그림이다. 높이는 64.5cm, 너비는 52.1cm이다.
현재 오스트리아 빈의 벨베데레궁 오스트리아 미술관에 소장되어 있다.

## 상세
흰색 요리사 모자와 재킷을 입은 요리사 폴 앙투안 그라프의 초상화이다. 그림 하단부에는 인물의 경계가 밝은 회색 배경으로 사라지면서 타원형 모양의 구성이 나타난다. 폴 씨는 머리를 오른쪽 어깨 쪽으로 돌려 그림의 왼쪽 가장자리 방향을 바라보고 있다. 폴의 검은 눈은 어느 곳도 초점을 맞추지 않고, 바로 앞을 멍하니 바라보는 것처럼 보인다. 폴의 얼굴에서 가장 두드러진 것은 덥수룩한 회색과 검은색 수염이며, 튀어나온 턱과 다문 입술로 입을 가리고 있다. 주름진 얼굴은 강한 붓질로 그려졌고, 코는 같은 색상의 음영을 더 뚜렷하게 그려 강조했다. 미술평론가 멜리사 맥퀼런(Melissa MacQuillan)은 폴의 얼굴에서 자부심과 확고한 성격이 드러난다고 해설했다.
모네는 이 그림을 〈호기심 가득한 스케치〉(esquisse curieuse)라 설명했다. 모네는 기울어진 모자, 덥수룩한 수염, 그리고 특징적인 얼굴 생김새를 통해 생동감이 넘치는 그림을 만들어냈다. 어두운 수염이 흰색 옷과 대조를 이루고, 붉은색과 갈색의 피부가 배경의 밝은 청회색과 보색 관계를 이루는 등, 색채구성에 있어서도 신경쓴 모습이다. 그림의 오른쪽 상단 모서리에는 "Claude Monet 82"라는 서명이 선명하게 적혀 있다.

## 역사
1882년 2월 15일 프랑스 북부 노르망디의 푸르빌 마을에 도착한 모네는 그곳에서 몇 달간 해안 풍경을 그려나갔다. 모네는 레스토랑이 딸린 호텔 '아 라 르노메 데 갈레트' (A la Renommée des Galettes)에 숙소를 마련하였다. 이곳의 주인은 알자스 출신의 요리사 폴 앙투안 그라프 (Paul Antoine Graff, 1823년~1893년)이었다. 마을에서는 '폴 영감' (Le Père Paul)이라는 별명으로 알려져 있었으며, 브르타뉴의 바삭한 케이크인 갈레트를 잘 만드는 것으로 소문이 나 있었다. 이 때문에 호텔 이름에도 '갈레트'를 붙인 것으로 전해진다. 모네가 이 집에서 먹은 갈레트는 정물화 〈갈레트〉(Les Galettes, 개인 소장)에도 소재로 등장하였다.

푸르빌에 도착한 날, 모네는 동거 사이였던 알리스 오슈데에게 보낸 편지에서 이곳에 진작에 오지 않은 것을 후회하고 있다고 밝혔다. 또한 폴 영감은 훌륭한 요리사고, 숙소도 만족하고 있다는 소감을 남기고 있다. "풍경이 정말 아름다워... 이보다 더 바다에 가까울 수가 있을까. 내가 지금 있는 곳은 해변가 바로 앞이고, 파도가 숙소 아래쪽까지 밀려와." 모네는 폴 영감은 물론 부인의 초상화도 그렸는데 〈폴 아줌마의 초상〉(La Mère Paul, 포그 미술관 소장)라는 작품으로, 어두운 옷차림의 그라프 부인과 충심 가득한 테리어견 '폴레트' (Follette)가 나란히 있는 그림이다. 모네가 부부를 그린 것은 자신을 잘 대해 준 것에 대한 감사의 표시인 것으로 보인다.

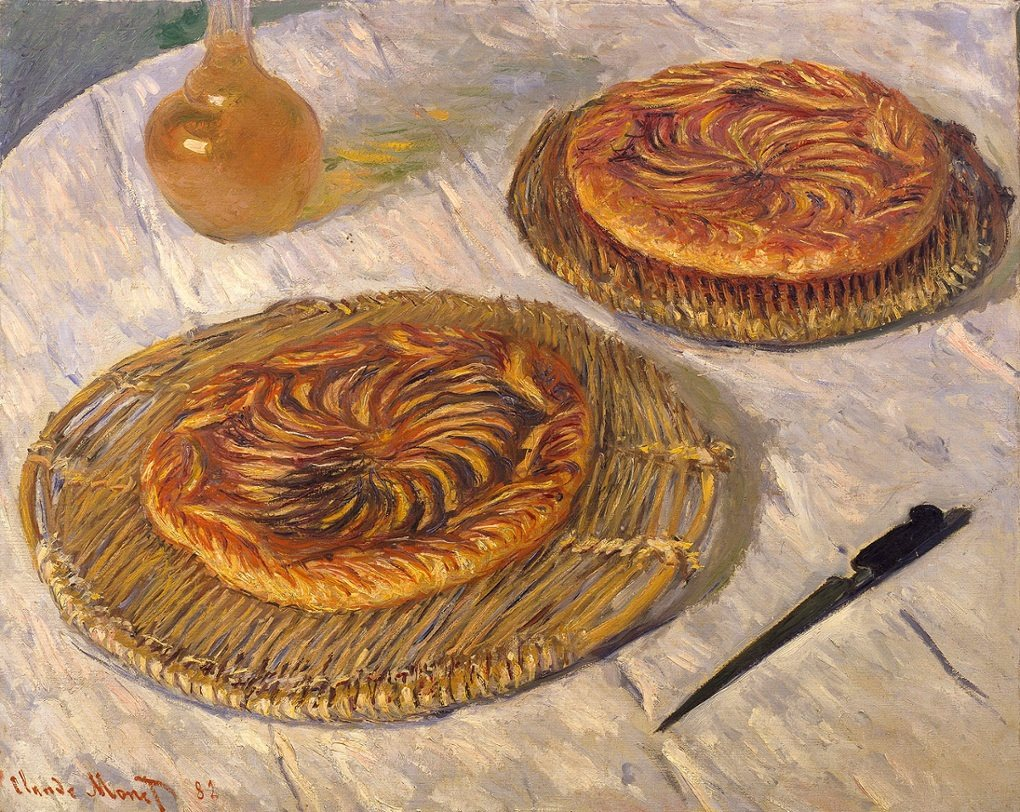
클로드 모네, 〈갈레트〉(1882년)
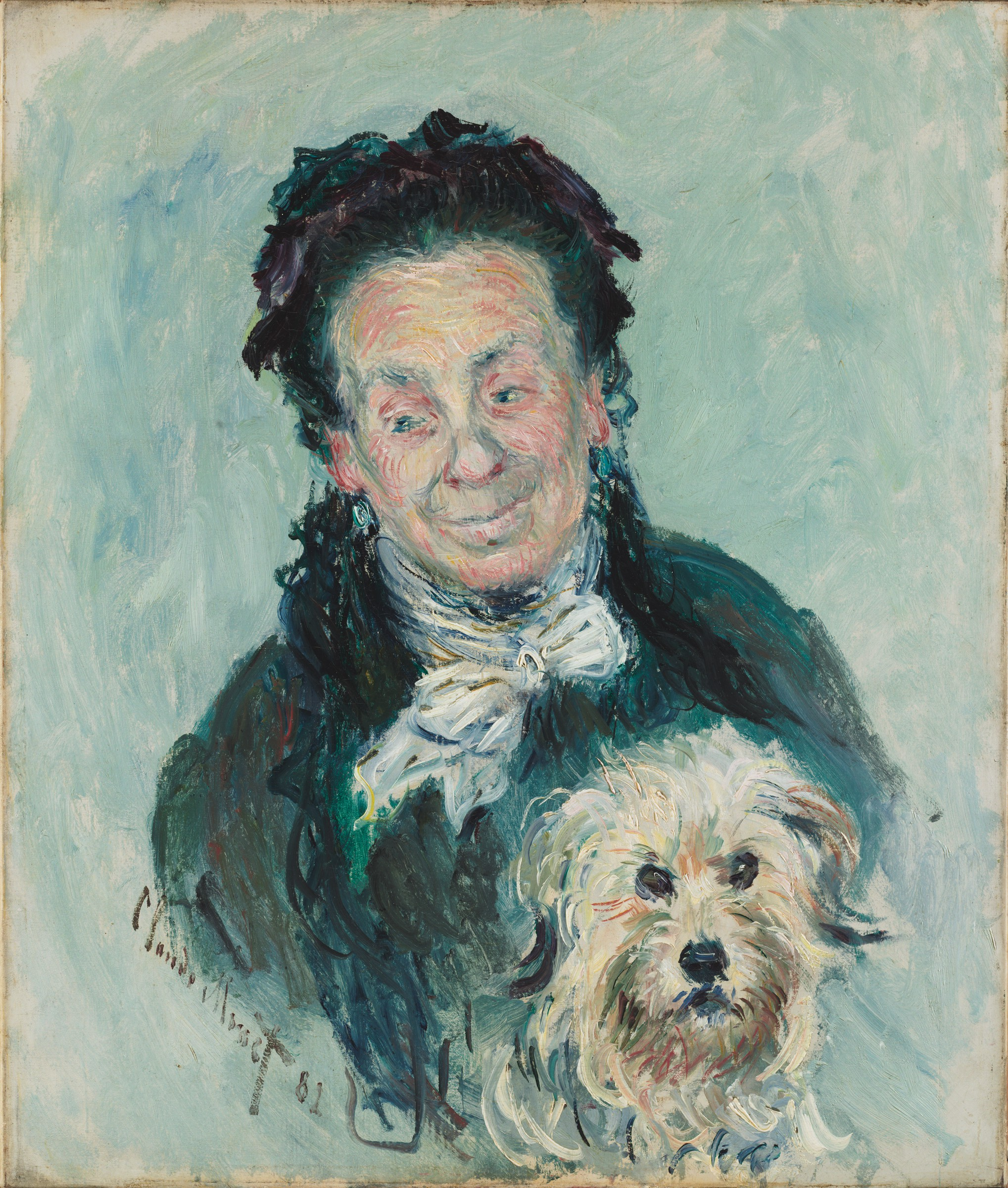
클로드 모네, 〈폴 아줌마의 초상〉(1882년)

〈폴 영감의 초상〉과 〈폴 아줌마의 초상〉은 1879년 모네가 첫번째 아내 카미유를 떠나보낸 뒤에 그린 몇 안되는 초상화다. 이들 외의 초상화로는 아들을 그린 〈털실 모자를 쓴 미셸 모네〉와 1886년, 1917년에 그린 자화상이 있다. 1886년에는 〈어부 폴리의 초상〉(마르모탕 모네 미술관 소장)을 그렸는데, 이 그림의 주인공도 수염이 덥수룩하고 얼굴 생김새를 뚜렷하게 그려냈다는 점에서 〈폴 영감의 초상〉과 유사하다. 멜리사 맥킬런은 〈폴 영감〉과 〈폴리〉에서 생김새의 과장법이 발견되며, 모네가 젊은 시절 만화가로 활동할 당시 캐리커처 작품을 연상시킨다고 해설한다. 미술 평론가 리처드 R. 브레텔 (Richard R. Brettell) 역시 〈폴 영감의 초상〉과 모네의 1850년대 인물 스케치를 비교하고 있다. 

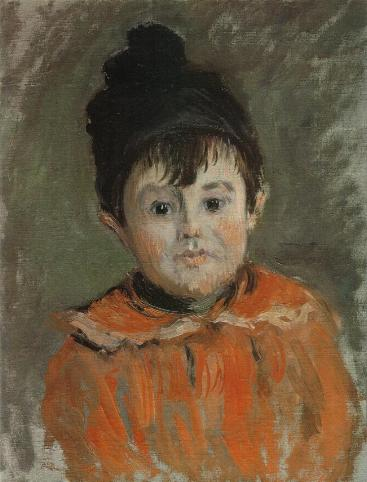
클로드 모네, 〈털실 모자를 쓴 미셸 모네〉(1880년)
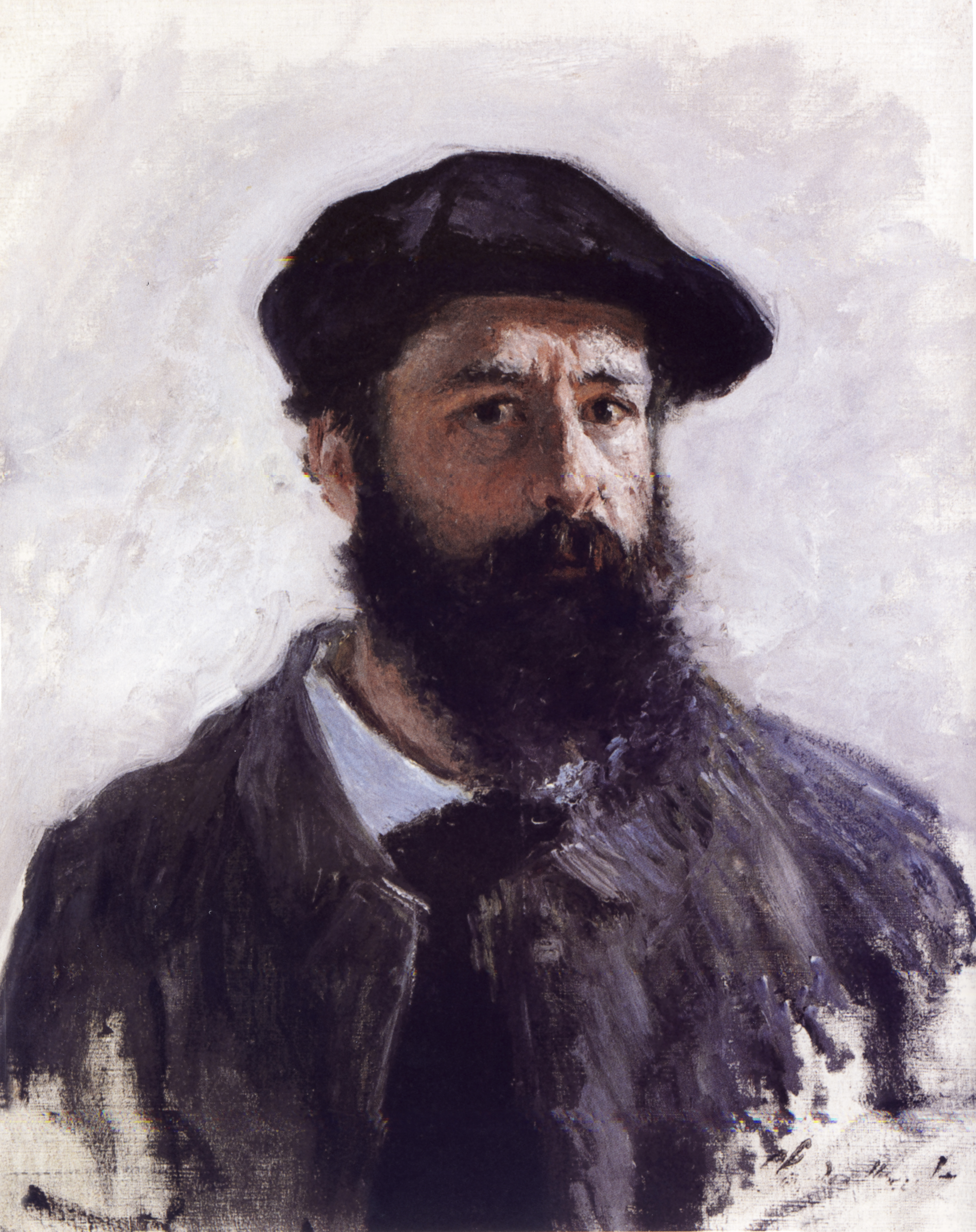
클로드 모네, 〈자화상〉(1886년)
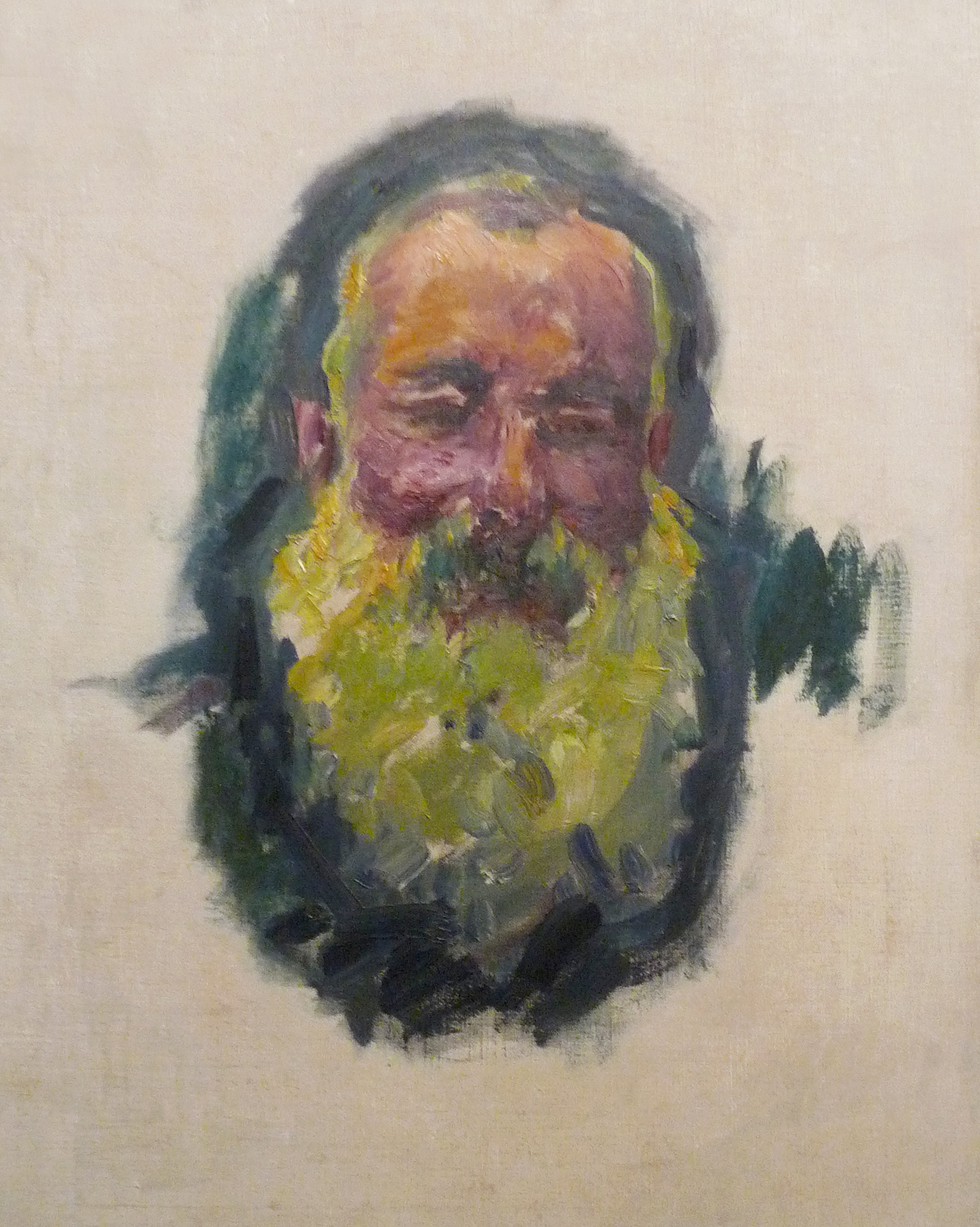
클로드 모네, 〈자화상〉(1917년)
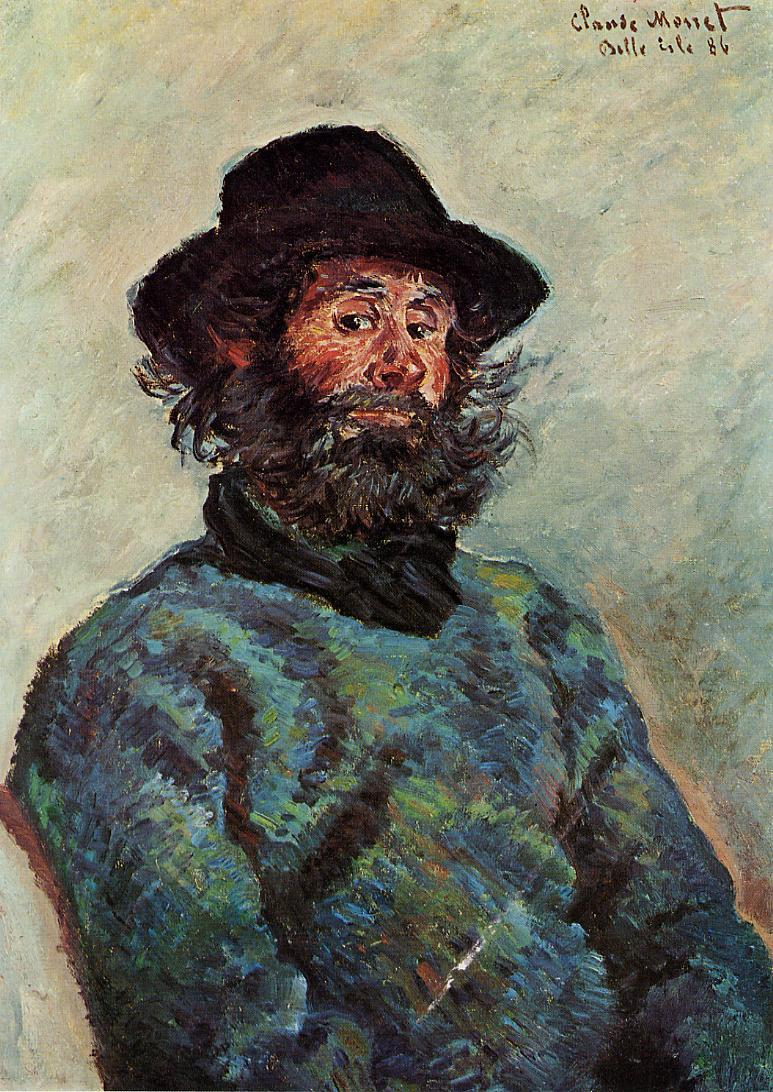
클로드 모네, 〈폴리〉(1886년)
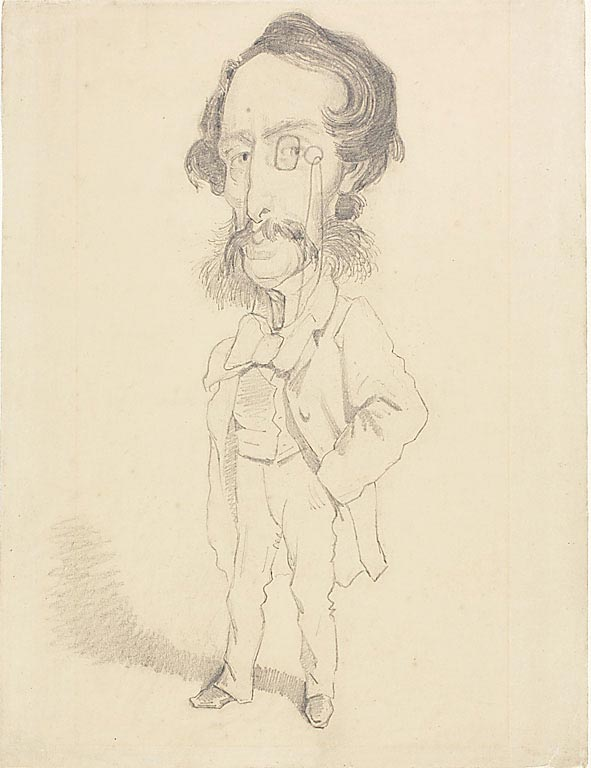
클로드 모네, 〈마리오 우샤르〉(1858년)

모네는 그림을 그린 뒤 폴 앙투안 그라프에게 직접 선물하였다. 그라프 사후 1899년 미술상 크뇌들러의 파리 지사를 통해 폴 뒤랑뤼엘의 소유가 되었다. 뒤랑뤼엘은 1903년 빈 분리파의 전시인 〈회화와 조각에서 인상주의의 발전〉에 이 그림을 대여해 주었으며, 짝을 이루는 〈폴 아줌마의 초상〉도 함께 전시되었다고 알려져 있다.
이후 〈폴 영감의 초상〉은 오스트리아 빈의 벨베데레 오스트리아 갤러리가 구입하여 지금까지 소장하고 있다.

## 같이 보기
- 클로드 모네의 작품 목록

### 참고문헌
- Bärbel Holaus, Elisabeth Hülmbauer and Claudia Wöhrer: Kunst des 19. Jahrhunderts. Bestandskatalog der Österreichischen Galerie des 19. Jahrhunderts. Volume 3 L–R, Österreichische Galerie Belvedere und Brandstetter, Vienna 1998, ISBN 3-85447-765-1.
- Österreichische Galerie (Hrsg.): Französische Kunst in der Österreichischen Galerie in Wien, Sammlungskatalog der Galerie des 19. Jahrhunderts. Galerie Welz, Salzburg 1991, ISBN 3-85349-156-1.
- Melissa MacQuillan: Porträtmalerei der französischen Impressionisten. Rosenheimer Verlagshaus, Rosenheim 1986, ISBN 3-475-52508-9.
- Richard R. Brettell: Impression, painting quickly in France, 1860–1890. Yale University Press, New Haven 2000, ISBN 0-300-08447-1.
- Daniel Wildenstein: Monet : catalogue raisonné, Nos. I-968,  Wildenstein Institute, Paris und Taschen, Cologne 1996, ISBN 3-8228-8759-5.